# Final Fantasy XV
Final Fantasy XV (jap. ファイナルファンタジーXV Fainaru Fantajī Fifutīn) – fabularna gra akcji autorstwa Square Enix, wydana na PlayStation 4, Xbox One i komputery z systemem Windows. Jest to piętnasta gra z serii głównej i stanowi bardzo wyraźne odejście od konwencji jRPG na rzecz elementów gry akcji. Wyróżnia się mroczniejszą atmosferą od gier uprzednich.
Produkcja Final Fantasy XV rozpoczęła się w maju 2006. Gra nosiła wtedy tytuł Final Fantasy Versus XIII (jap. ファイナルファンタジーヴェルサスXIII Fainaru Fantajī Verusasu Sātīn) i była tworzona na PlayStation 3. Długi okres produkcji nieobfitujący w informacje ze strony Square Enix powodował plotki, że gra zostanie porzucona lub przeniesiona na inną platformę. Wreszcie, w czerwcu 2013 roku ogłoszono, że gra zmieni tytuł i platformy docelowe.
Na potrzeby gry Florence Welch z zespołem nagrała własną aranżację „Stand by Me” Bena E. Kinga, a także dwa własne utwory „Too Much Is Never Enough” i „I Will Be”.